# Ashikaga Yoshiharu
Ashikaga Yoshiharu (足利 義晴, 2 de abril de 1511 – 20 de maio de 1550) foi o décimo segundo xogum do xogunato Ashikaga e governou o Japão entre 1521 e 1546. Foi o filho do décimo primeiro xogum Ashikaga Yoshizumi.
Em 1521 houve uma luta pelo poder entre Ashikaga Yoshitane e Hosokawa Takakuni, Yoshitane se isolou na ilha Awaji e Yoshiharu se tornou xogum, porém era um governante fantoche. Sua ausência no poder político e as constantes expulsões que sofria fora de Quioto o obrigaram a abdicar em 1546, em meio uma guerra entre Miyoshi Nagayoshi e Hosokawa Harumoto.
Seria sucedido por seu filho Ashikaga Yoshiteru. Outro filho seu, Ashikaga Yoshiaki seria o décimo quinto e último xogum do xogunato Ashikaga. 
Yoshijaru foi o xogum que recebeu os primeiros europeus a chegarem no Japão em 1542. 
| Precedido por Ashikaga Yoshitane | -- 12° Xogum Muromachi 1521–1546 | Sucedido por Ashikaga Yoshiteru |